# Otinotoides pubescens
Otinotoides pubescens är en insektsart som beskrevs av William D. Funkhouser 1929. Otinotoides pubescens ingår i släktet Otinotoides och familjen hornstritar. Inga underarter finns listade i Catalogue of Life.